# Проць, Лилия Петровна
Лилия Петровна Проць (род. 9 января 1974 года в Смыковцах) — украинская спортсменка (пауэрлифтинг), тренер, общественный деятель. Мастер спорта Украины международного класса по пауэрлифтингу (1995). Кандидат в мастера спорта по шашкам и тяжёлой атлетике. Чемпионка мира по пауэрлифтингу.

## Биография
Мать Лилии работала в санэпидемстанции, а отчим — мастером на почте. Со второго класса увлекалась шашками, занималась в шахматно-шашечном клубе «Авангард». Выучилась на радиомонтажника и работала на заводе. В 1994 году на соревнованиях по шашкам, познакомилась с тренером по тяжёлой атлетике и в тот же год стала мастером спорта по пауэрлифтингу. В следующем — мастером спорта Украины международного класса.
Двукратная чемпионка Украины по пауэрлифтингу (1996, 1997), пятикратная чемпионка по жиму лёжа (1995, 1996, 1998, 1999, 2000), дважды завоёвывала бронзу на чемпионате Европы по жиму лёжа в 1996 и 1998 годах. Рекордсменка Украины — 33 рекорда. Личный рекорд в жиме лёжа — 110 кг, в приседании — 170 кг. Обладательница более 60 медалей.
После окончания Тернопольского государственного педагогического университета (2000) работала в спортивной школе. Работает в Тернопольской ДЮСШ СО «Спартак», заместитель директора Тернопольского городского центра физического здоровья населения. В 2007 году создала клуб «Спорт-класс». Является его президентом и тренером.
В 2009 году её воспитанники юниоры были призёрами на Кубке Евразии в Курске, а на следующий год воспитанник Проць, Давид Пкин, стал чемпионом мира среди юниоров, в 2012 году Олег Олейник стал чемпионом Европы среди юношей до 16 лет.
Организатор ряда массовых спортивных мероприятий в Тернополе: акция «А у нас во дворе» — игры с детьми, викторины, «весёлые старты», интересные встречи; «Зарядка с чемпионом» — ходьба, другие физические упражнения; детская школа «Дивосвит» (с 2013); «Здоровым быть модно». Занимается с детьми социально незащищённых категорий, привлекая к занятиям спортом.
Заняла 15-е место в проекте «100 лучших тернополян». В конкурсе «Герои спортивного года — 2015» (Тернопольская область) одержала победу в номинации «За здоровый образ жизни».